# Flipper SARL

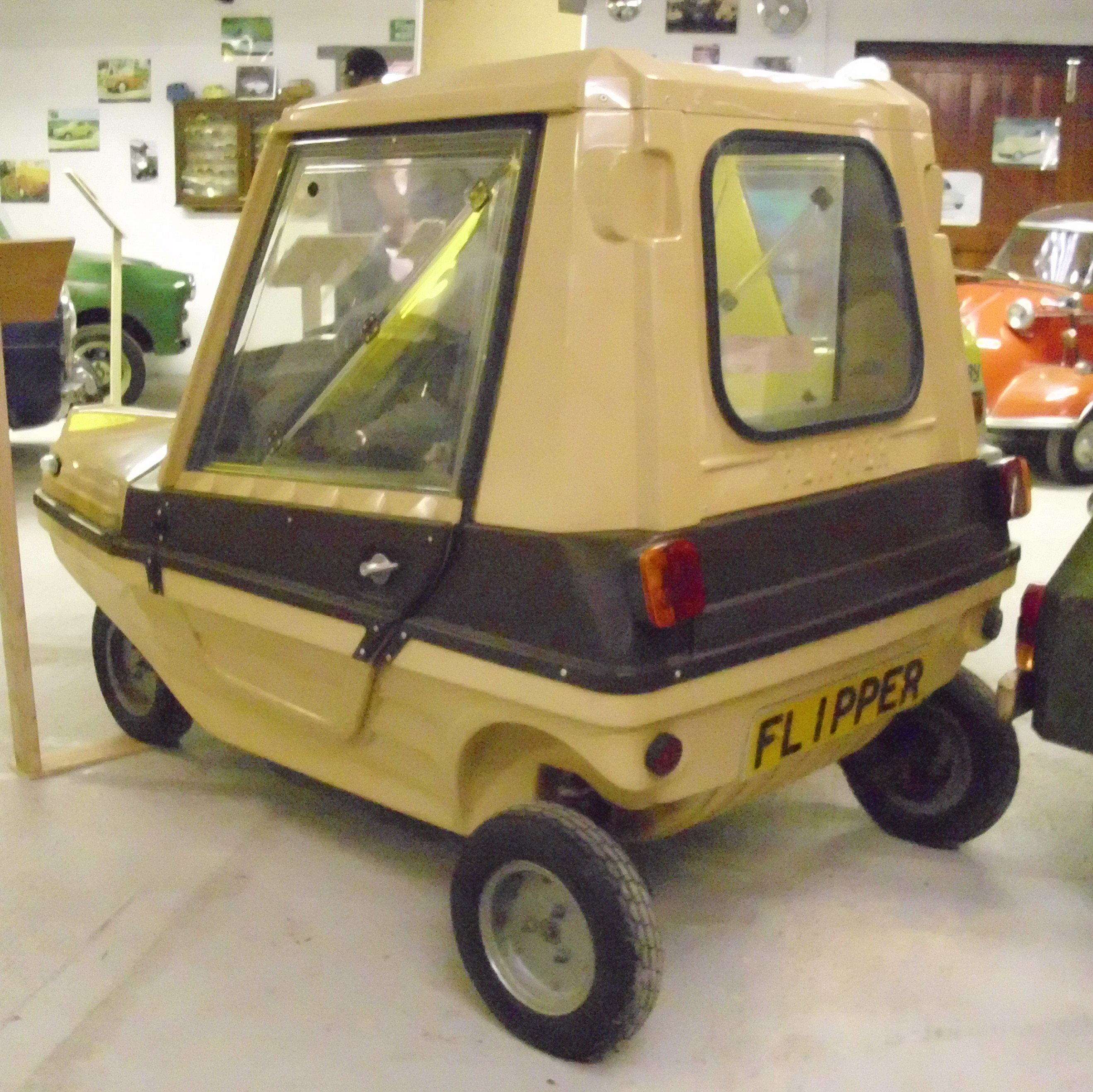
Flipper I

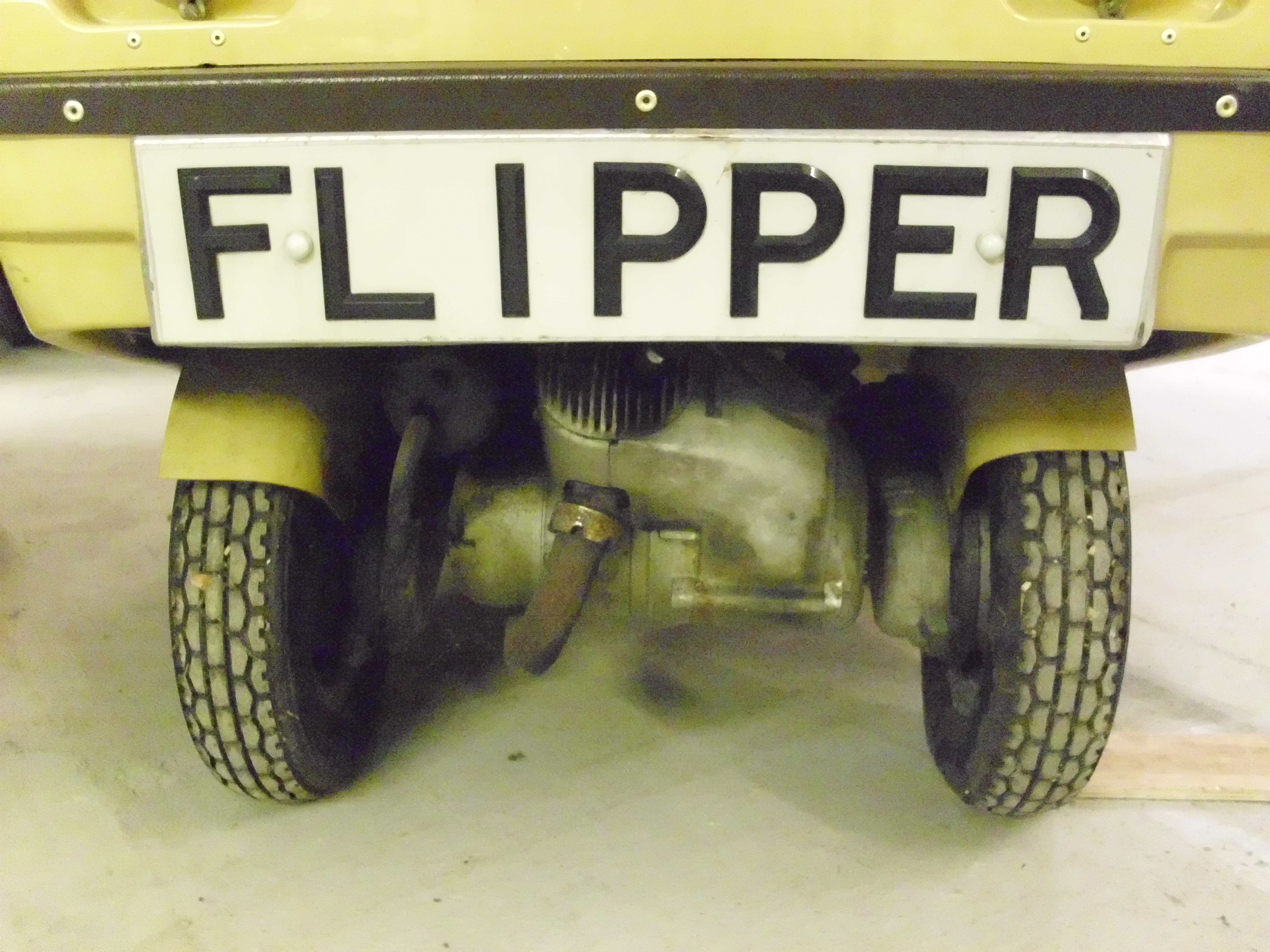
Die vordere Schmalspur des Flipper I

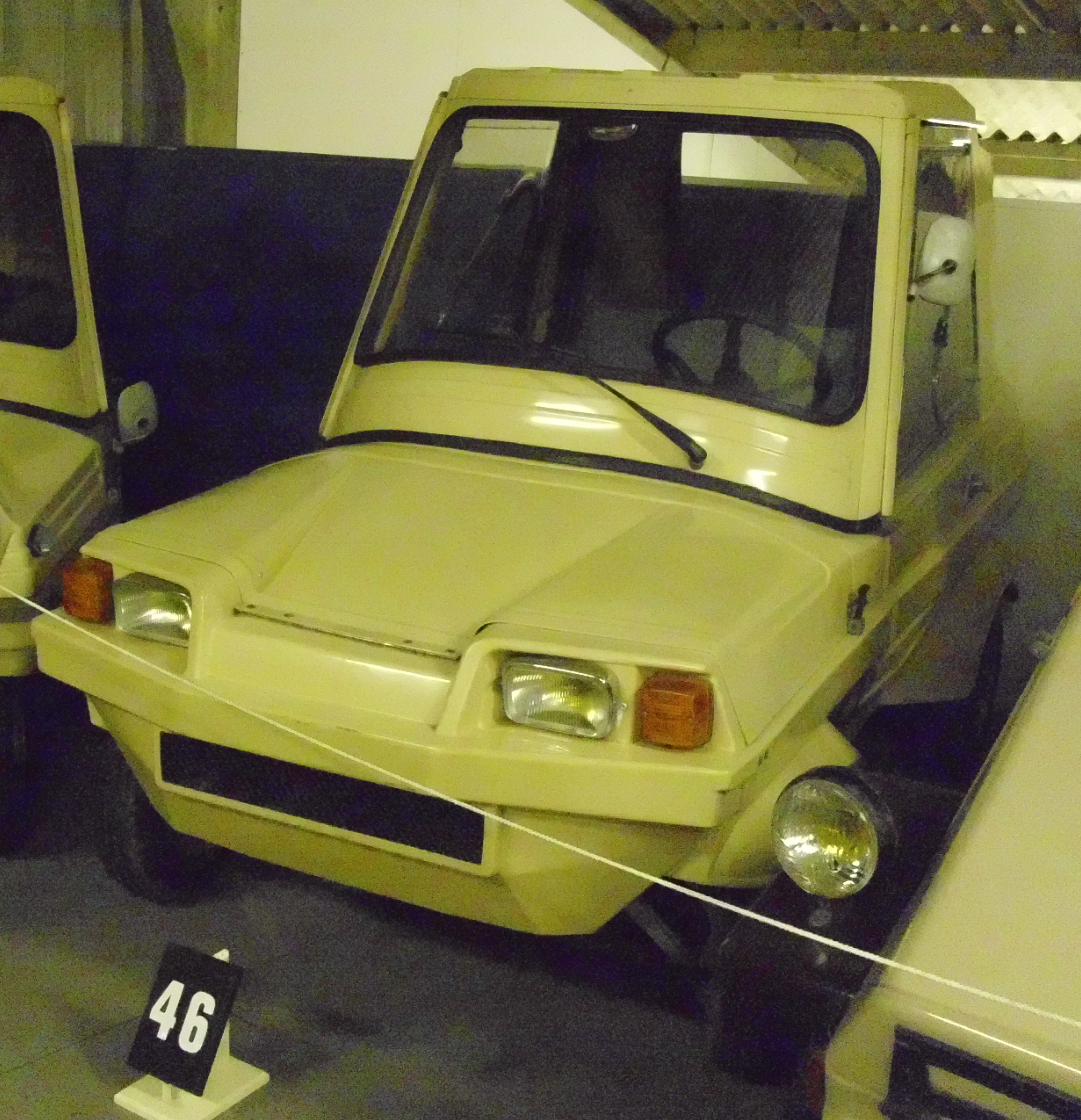
Flipper II

Flipper SARL war ein französischer Hersteller von Automobilen.

## Unternehmensgeschichte
Das Unternehmen gehörte zu SEAB (Société d’Ètudes et Applications de Brevets). Es wurde 1978 in Villejuif zur Produktion von Automobilen gegründet. Der Markenname lautete Flipper. Roland de la Poype war der Konstrukteur. 1984 endete die Produktion.

## Fahrzeuge
Das Unternehmen stellte Kleinstwagen her. Beim ersten Modell Flipper I bestand die Karosserie aus Kunststoff und bot Platz für zwei Personen. Zu den Maßen und Gewichten gibt es unterschiedliche Angaben: Das Fahrzeug war 244 cm lang, 129 cm breit, 140 cm hoch und 210 kg schwer laut einer Quelle. 200 cm lang, 117 cm breit und 139 kg schwer laut einer anderen Quelle. Besonderheit war die geringe Spurbreite der Vorderräder, die sich um 360 Grad drehen ließen. Der Motor war vorne im Fahrzeug montiert und trieb die Vorderräder an. Zur Wahl standen Einbaumotoren von Sachs mit 47 cm³ Hubraum und von Motobécane mit 50 cm³ Hubraum.
1980 folgte das etwas konventionellere Modell Flipper II mit breiterer vorderer Spurbreite.
Letztes Modell war der 1981 erschienene offene Donky. Ihn trieb ein Motor von Polymécanique an.